# Зимові Азійські ігри 1996

Талісманом цих ігор стала маленька горошина на ім'я Doudou.

Зимові Азійські ігри 1996, або III Зимові Азійські ігри — міжнародне спортивне змагання, яке відбувалось з 4 по 11 лютого 1996 року в Харбін, Китай. Початково треті зимові Азійські ігри мали проходити в Північній Кореї (Самджієн) у 1995 році, але було змінено рішення провести їх у Китаї в 1996 році. Міжнародний олімпійський комітет ухвалив рішення встановити перерву у два роки між зимовими та літніми Олімпійськими іграми, що вплинуло на план проведення третіх зимових Азійських ігор. Тому їх було перенесено на 1996 рік, щоб вони не заважали проведенню зимових Олімпійських ігор 1994 року, які мали пройти в Норвегії.
До цих змагань приєдналися Казахстан, Узбекистан, Таджикистан та Киргизстан, які здобули незалежність від СРСР, а також Кувейт, Ліван, Макао, Пакистан. Загалом на іграх брали участь 17 країн. Північна Корея не брала участь у цих змаганнях.

## Види спорту
- Гірськолижний спорт (4) (докладніше)

- Біатлон (6) (докладніше)

- Лижні перегони (6) (докладніше)

- Хокей із шайбою (2) (докладніше)

- Шорт-трек (10) (докладніше)

- Ковзанярський спорт (9) (докладніше)

- Фристайл (1) (докладніше)

- Фігурне катання (4) (докладніше)

### Демонстраційний спорт
- Стрибки з трампліна (1) (докладніше)

## Країни-учасники
У змаганні брало участь 17 команд.
| Країна            |
| ----------------- |
| Китай             |
| Індія             |
| Японія            |
| Монголія          |
| Гонконг           |
| Узбекистан        |
| Киргизстан        |
| Кувейт            |
| Ліван             |
| Макао             |
| Пакистан          |
| Таджикистан       |
| Таїланд           |
| Південна Корея    |
| Казахстан         |
| Іран              |
| Китайський Тайбей |

## Таблиця медалей
| Місце                      | Країна         | Золото | Срібло | Бронза | Загалом |
| -------------------------- | -------------- | ------ | ------ | ------ | ------- |
| 1                          | Китай          | 15     | 7      | 15     | 37      |
| 2                          | Казахстан      | 14     | 9      | 8      | 31      |
| 3                          | Японія         | 8      | 14     | 10     | 32      |
| 4                          | Південна Корея | 8      | 10     | 8      | 26      |
| 5                          | Узбекистан     | 0      | 1      | 1      | 2       |
| Загалом                    | Загалом        | 45     | 41     | 42     | 128     |
| Примітка: приймаюча країна |                |        |        |        |         |